# Johan Samuel Heinrici
Johan Samuel Heinrici, född 1759, död 13 maj 1817, var en svensk violinist och fagottist. Han var medlem i Kungliga Hovkapellet 1786-1813.
Åren 1812-1814 var Heinrici kontrakterad i Dramatens orkester.
1801 ersatte han G.J.A. Berwald som fagottist i Hovkapellet.
Där kvarstod han till 1807 då han åter flyttades till en tjänst som violinisttjänst som han innehade till sin död.